# ラース・ハーシュフェルド
ラース・ジャスティン・ヒルシュフェルト（Lars Justin Hirschfeld, 1978年10月17日 - ）は、カナダ・アルバータ州・エドモントン出身の元
サッカー選手。ポジションはゴールキーパー。

## 経歴

### クラブ
2002年に引き抜かれたプレミアリーグのトッテナム・ホットスパーFCではニール・サリバンやケーシー・ケラーの壁に阻まれ、出場機会は無かった。
その後はノルウェーリーグのローゼンボリBKやヴォレレンガ・フォトバルなどで出場機会を得て、2016年に現役引退。

### 代表
2000年からカナダ代表に招集され、2002年のCONCACAFゴールドカップではチームを3位に導き、最優秀GKに選ばれた。

### 引退後
2019年より新しく発足するカナダプロリーグ、カナディアン・プレミアリーグに参入するFCエドモントンのGKコーチに就任した。

## 獲得タイトル
クラブタイトル
ローゼンボリBK
- エリテセリエン:1回 (2006)

CFRクルージュ
- リーガ1:1回 (2007-08)
- クパ・ロムニエイ:1回 (2008-09)

個人タイトル
カナダ代表
- CONCACAFゴールドカップ2002最優秀GK